# Milij Aleksejevič Balakirev
Milij Aleksejevič Balakirev (rus. Милий Алексеевич Бала́кирев, Nižnji Novgorod, 2. siječnja 1837. – Sankt-Peterburg, 29. svibnja 1910.), ruski skladatelj, pijanist i dirigent 
Predstavnik je ruskog nacionalnog glazbenog smjera, utemeljitelj i idjeni vođa skladateljske grupe po njemu nazvane Balakirevljev kružok ili Petorica. Utemeljio je u Sankt-Peterburgu besplatnu glazbenu školu. Nadovezujući se na Glinku, izgradio je svoj glazbeni stil na elementima folklora, prvenstveno ruskog i orijentalnog te na živopisnoj programatskoj osnovi. Najpoznatija su mu djela koloristički bogate simfonijske pjesme "Tamara" i "Rusija", uvertira na tri ruske teme, glazba za "Kralja Leara", klavirske kompozicije, posebno fantazija "Islamej", jedno od vrhunskih djela postchopinovskog klavirskog virtuoziteta. Jak poticaj istraživanju ruske narodne pjesme dale su njegove stilski vjerne obrade. 